# Classe Paul Revere
Le due unità da trasporto anfibio classe Paul Revere, originariamente navi mercantili del tipo MARINER C4-S-1A, entrarono in servizio presso l'US Navy tra il 1958 e il 1961, e prestarono servizio fino al 1980 quando vennero trasferite alla Armada Española.  Entrambe vennero radiate dalla marina spagnola entro il 2000.

## Storia
Costruite dal cantiere New York Shipbuilding Corporation come navi mercantili del tipo MARINER C4-S-1A, le due unità classe Paul Revere (Paul Revere e Francis Marion) vennero varate rispettivamente il 13 febbraio 1954 come SS Diamond Mariner  e l'11 aprile 1953 come SS Prairie Mariner.  Esse furono acquistate dell'US Navy in due distinti anni fiscali (Fiscal Year). La prima, designata APA-248 Paul Revere fu acquistata con il Fiscal Year del 1957, e i lavori di conversione al nuovo ruolo di unità da trasporto anfibio furono assegnati ai cantieri Todd Shipyard Corp. di San Pedro, entrando in servizio il 3 settembre 1958. La seconda, designata APA-249 Francis Marion fu acquistata con il Fiscal Year del 1959, e i lavori ci conversione al nuovo ruolo furono affidati ai cantieri Bethlehem Steel Corp. di Key Higway Yard di Baltimora, entrando in servizio il 6 luglio 1961. I lavori di conversione comportarono l'installazione di un sistema difensivo antiaereo basato su 4 torrette binate per cannoni a doppio scopo (antinave/antiaerei) Mk.33 calibro 76/50, ognuna dotata di sistema di condotta del tiro Mk.63, di un sistema di designazione dei bersagli Mk.5, di una piattaforma poppiera per elicotteri che poteva ospitare fino a 8 elicotteri (Sikorsky HO4S e Sikorsky H-34) e la predisposizione per la messa in mare di mezzi da sbarco. Sul ponte dell'unità potevano venire trasportati 7 mezzi da sbarco LCM-6 e 16 LCVP. L'equipaggio raggiungeva i 307 uomini (15 ufficiali), mentre a bordo potevano venire ospitati altri 1.657 uomini (di cui 96 ufficiali). Ogni unità poteva svolgere funzioni di nave comando in operazioni combinate. Originariamente denominate APA, dal 1969 furono ridenominate LPA.
Tra il 1964 e il 1972 la LPA-248 Paul Revere prese parte a diverse operazioni nel corso della guerra del Vietnam e fu passata in posizione di riserva, di stanza presso il Terminal Island, Long Beach, in California. Il 17 gennaio 1980 fu venduta alla Armada Española dove assunse il nome di L-21 Castilla, fu dotata di un radar di ricerca aerea AN/SPS-6. Rimase in servizio fino al 6 giugno 1998. A partire dal 2000 è stata demolita a Puerto de Santa Maria, in Spagna, il porto da cui Cristoforo Colombo si imbarcò per il suo secondo viaggio.
La LPA-249 Francis Marion non prese parte ad alcuna operazione bellica, operando in molte esercitazioni di assalto anfibio nei Caraibi e nel Mar Mediterraneo. Radiata il 14 settembre 1979, la nave fu venduta alla Spagna nell'ambito del programma di assistenza alla sicurezza l'11 luglio 1980 e ribattezzata L-22 Aragón, fu dotata di un radar di ricerca aerea AN/SPS-40. È stata disarmata dalla Marina spagnola nel 2000, è trasferita alla Unidad de Operaciones Especiales (UOE) a La Carraca, Cadice, per essere utilizzata come nave scuola.
| Nome           | Pennant number | Stato              | Cantiere navale                           | Impostazione     | Varo           | Ingresso in servizio | Radiazione     |
| -------------- | -------------- | ------------------ | ----------------------------------------- | ---------------- | -------------- | -------------------- | -------------- |
| Paul Revere    | APA-248        | radiata e demolita | New York Shipbuilding, Camden, New Jersey | 15 maggio 1952   | 11 aprile 1953 | 3 settembre 1958     | 1 gennaio 1980 |
| Francis Marion | APA-249        | radiata            | New York Shipbuilding, Camden, New Jersey | 13 febbraio 1954 | 6 luglio 1961  | 14 settembre 1979    | 1 gennaio 1980 |

### Fonti
1. 1 2 3 4 5 6 7 8 9  Aviazione & Marina n.177, 1977, p. 31.
2. 1 2 3 4 5  Navsource.
3. 1 2 3  Navsource.